# Deep Sea Tycoon
Deep Sea Tycoon, spesso confuso con Atlantis Underwater Tycoon, è un videogioco gestionale del 2001 sviluppato da Anarchy Enterprises e pubblicato da Unique Entertainment. Questo gioco coinvolge il giocatore nella costruzione di città sottomarine in 3D. Il gameplay di Deep Sea Tycoon prevede la scelta di uno dei 24 personaggi diversi e la creazione di una città sottomarina piena di diversi edifici e caratteristiche, dai Palazzi degli Atlantidei ai Ristoranti di pesce. Attraverso il personaggio che si sceglie e le scelte che fanno nella loro città, il giocatore può diventare uno spietato magnate del petrolio, o qualcosa di simile, o un ambientalista. Il giocatore costruisce edifici sottomarini su un pezzo di terreno pianeggiante, che deve essere collegato ad altri edifici da un "tunnel".

## Modalità di gioco
Il gioco offre 4 modalità di gioco: tutorial, single, sandbox e story